# Spite Marriage
Spite Marriage is een stomme filmkomedie uit 1929 geregisseerd door Buster Keaton die ook de hoofdrol speelt. Het was de laatste stomme film waar Keaton in speelde.

## Plot
Een onopvallende man krijgt de kans om te trouwen met een populaire actrice, van wie hij een grote fan is. Maar wat hij niet beseft, is dat hij wordt gebruikt om de oude liefde van de actrice jaloers te maken.

## Rolverdeling
| Acteur            | Personage          |
| ----------------- | ------------------ |
| Buster Keaton     | Elmer              |
| Dorothy Sebastian | Trilby Drew        |
| Howard Earle      | Lionel Benmore     |
| Leila Hyams       | Ethyl Norcrosse    |
| William Bechtel   | Frederick Nussbaum |